# Student 92
Student 92 är en dokumentärserie i fyra delar, producerad av Gunilla Nilars och visad i SVT. Dokumentärserien följer var femte år upp avgångsklass 1992 (klass E3b) från Gångsätra gymnasium på Lidingö, med start 1997.

## Delar i serien
- 1997 – Student 92...men sen då?
- 2002 – Student 92, tio år senare
- 2007 – Student 92, femton år senare
- 2012 – Student 92, tjugo år senare

## Källhänvisningar
1. ↑  ”Det känns fint att få kliva fram i rampljuset”. blogg.svt.se. 29 augusti 2014. Arkiverad från originalet den 7 november 2017. https://web.archive.org/web/20171107023100/https://blogg.svt.se/oppet-arkiv/det-kanns-fint-att-fa-kliva-fram-i-rampljuset/. Läst 4 november 2017.